# Penybont Football Club
Il Penybont Football Club (in gallese Clwb Pêl-droed Penybont) è una squadra di calcio gallese che milita nella Cymru Premier League. Gioca le gare casalinghe al Bryntirion Park, noto come "The SDM Glass Stadium" per ragioni commerciali.

## Storia
Il club è stato fondato nel 2013 dalla fusione delle squadre del Bridgend Town e del Bryntirion Athletic. Iniziò la stagione 2013-2014 con una serie di gare in trasferta in attesa che il campo da gioco fosse pronto. La prima gara in casa venne disputata il 7 gennaio 2014: un'amichevole giocata contro le giovanili del Cardiff City che vinse la gara per 5–0.
Il primo allenatore del Penybont fu Francis Ford, che allenava il Bryntirion Athletic all'epoca della fusione. Il Penybont concluse la sua stagione inaugurale al terzo posto della Welsh Football League Division One. Nel maggio 2016, Francis Ford si dimise dal suo ruolo di allenatore e venne sostituito dall'ex-calciatore Rhys Griffiths.
Il 13 aprile 2019 il club ottenne la promozione nel massimo campionato gallese, la Cymru Premier League. Nella stagione 2021-2022 raggiunge (e perde, contro i The New Saints) la finale di Coppa del Galles.
Nella stagione 2022–2023 il Penybont concluse il campionato al terzo posto, risultato che diede alla squadra l'accesso ai preliminari della Conference League per la stagione 2023-2024; nella stagione 2024-2025 migliora ulteriormente il suo piazzamento in campionato, chiudendo il torneo al secondo posto in classifica.

## Statistiche e record

### Statistiche nelle competizioni UEFA
Tabella aggiornata alla fine della stagione 2025-2026.
| Competizione           | Partecipazioni | G | V | N | P | RF | RS |
| ---------------------- | -------------- | - | - | - | - | -- | -- |
| UEFA Conference League | 2              | 4 | 0 | 2 | 2 | 2  | 7  |

## Palmarès

### Competizioni nazionali
- Welsh Football League Division One: 1

2018-2019

## Organico

### Rosa 2024-2025
Aggiornata al 31 agosto 2024
| N. |                             | Ruolo | Calciatore           |
| -- | --------------------------- | ----- | -------------------- |
| 1  | Galles (bandiera)           | P     | Adam Przybek         |
| 2  | Galles (bandiera)           | D     | Kai Ludvigsen        |
| 3  | Galles (bandiera)           | D     | Kane Owen (capitano) |
| 4  | Galles (bandiera)           | C     | Gabe Kircough        |
| 5  | Galles (bandiera)           | D     | Daniel Jefferies     |
| 6  | Galles (bandiera)           | D     | Mael Davies          |
| 7  | Irlanda del Nord (bandiera) | C     | Kostya Georgievsky   |
| 8  | Galles (bandiera)           | C     | Lewis Harling        |
| 9  | Galles (bandiera)           | A     | Chris Venables       |
| 10 | Galles (bandiera)           | A     | James Crole          |
| 11 | Galles (bandiera)           | C     | Lewys Ware           |
| 12 | Galles (bandiera)           | P     | Mike Lewis           |

| N. |                    | Ruolo | Calciatore      |
| -- | ------------------ | ----- | --------------- |
| 14 | Galles (bandiera)  | A     | Ioan Phillips   |
| 15 | Galles (bandiera)  | D     | Joe Woodiwiss   |
| 16 | Galles (bandiera)  | D     | Billy Borge     |
| 17 | Galles (bandiera)  | A     | Jasper Jones    |
| 18 | Galles (bandiera)  | C     | Owen Pritchard  |
| 20 | Galles (bandiera)  | D     | Jak Carson      |
| 21 | Galles (bandiera)  | A     | Eduardo Bregua  |
| 22 | Galles (bandiera)  | A     | Keyon Reffell   |
| 23 | Galles (bandiera)  | A     | Nathan Wood     |
| 25 | Polonia (bandiera) | P     | Blazej Krezolek |
| 26 | Galles (bandiera)  | A     | Rhys Griffiths  |
| 29 | Galles (bandiera)  | C     | Clayton Green   |